# Dansk Ornitologisk Forening
Die Dansk Ornitologisk Forening (DOF; deutsch Dänische Ornithologische Vereinigung) für Vogel- und Naturschutz wurde 1906 gegründet und hat heute 16500 Mitglieder. Die Zentrale der Organisation mit über 20 hauptamtlichen Mitarbeitern befindet sich in Kopenhagen. Die Vereinigung ist der dänische Partner von BirdLife International.